# Фонтен, Поль-Бернар де
Граф Поль-Бернар де Фонтен (фр. Paul-Bernard de Fontaine; 1576, Лотарингия — 19 мая 1643, под Рокруа) — военный и государственный деятель Испанских Нидерландов.

## Биография
Сын Франсуа де Фонтена (ум. 1578), сеньора де Сьерж, губернатора Стене, дворцового распорядителя герцога Лотарингского, и Сюзанны д'Юр (ум. 17.12.1578).
Родился, по-видимому, в декабре 1576, поскольку на надгробии был указан возраст смерти 67 лет, а его родители вступили в брак в марте 1576.
Суверен Фужероля, сеньор де Гоммери, Ремервиль, Брёй, и прочее. Предки по отцу были подданными королей Испании, как герцогов Люксембурга, и вассалами герцогов Лотарингии. Старинные авторы передают его фамилию по-разному: Фуэнте, Фонтан, Фонтана, полагая, что он был испанцем.
Воспитывался дедом по матери Жаном д'Юром, сеньором де Тесьер, в Коммерси в строгом католицизме и симпатиях к Католической лиге. В 1593 году поступил на испанскую службу. В 1596 году служил в терсио Алонсо де Мендосы, в следующем году стал капитаном в валлонском полку Ла-Бурлотта. После капитуляции Остенде сформировал роту из 200 кавалеристов, расформированную в 1609 году. 15 апреля того же года после принесения присяги был натурализован в Нидерландах.
В войне за юлих-клевское наследство в 1610 году в качестве полковника командовал 2-тыс. пехотным полком, и был тяжело ранен. В 1611 году стал губернатором Данвиллера, в 1614 году был назначен членом военного совета.
В этот период женился на Анн де Режкур (контракт 6.06.1612 в Нанси), дочери Филиппа III де Режкура, сеньора д'Ансервиля, и Филиппы де Гурне. Через свою бабку по матери Анн де Шатле жена была связана родством с одним из самых знаменитых испанских капитанов Восьмидесятилетней войны Кристобалем де Мондрагоном, который был женат на Гийеметте де Шатле, вдове Жерара д'Аспремона. По мнению лотарингских биографов де Фонтена, воспоминания об этом великом воине способствовали тому, что Поль-Бернар был 18 июля 1616 назначен командиром одного из шести валлонских пехотных терсио, расквартированных в Нидерландах. Сменил в этой должности принца д'Аренберга и сохранял командование этим корпусом до 1638 года.
Незадолго до истечения Двенадцатилетнего перемирия терсио Фонтена было усилено 10 ротами, и кампмейстер лично возглавлял рекрутирование в Артуа и Турнези. После возобновления военных действий Фонтен участвовал в неудачных осадах Слёйса и Берген-оп-Зома, предпринятых Спинолой.
В 1624 году, будучи сюринтендантом нидерландских жандармов, организовал отряды национальной милиции, задачей которых была поддержка войск Спинолы при осаде Бреды. В ходе этой знаменитой осады Спинола решил предпринять диверсию против Кадзанда; соответствующий приказ был направлен Шарлю Бургундскому, барону де Вакену, и Фонтену. На военном совете целесообразность операции поддержал кардинал де ла Куэва, Вакен также был за, но Фонтен представил коллегам опасность проведения малыми силами операции против хорошо укрепленного места, и негативные последствия для всего хода кампании в случае неудачи.
Тем не менее, решение было принято, и Фонтен с небольшим отрядом выступил из Брюгге, но был с полпути возвращен Спинолой, вероятно, все-таки принявшим во внимание аргументы, высказанные на военном совете.
29 апреля 1627 Фердинанд II вознаградил Фонтена за военные заслуги, пожаловав ему титул графа Священной Римской империи; возможно, этот титул был подтвержден королем Испании.
Маркиз де Айтона в донесении королю Филиппу IV также достаточно высоко оценивал способности этого командира:

Что касается кампмейстеров не-испанцев, Ваше Величество располагает графом Иоганном фон Нассау, графом де Ла-Моттери, Полем Вальоном, Валансоном и графом де Фонтеном; каждый из них способен командовать армией.— Weil A. Le comte Paul Bernard de Fontaine, p. 161
В 1625 году Фонтен уже был командующим в Брюгге, и сохранял этот пост еще почти 15 лет, успешно защищая город от атак Фредерика Хендрика. В мае 1631 граф мужественно оборонялся от войск принца Оранского, пытавшегося захватить Брюгге внезапным нападением, и дал возможность маркизу де Айтоне и Карлосу Колома собрать войска и выйти во фланг противнику, что вынудило голландцев отступить.
С 1629 года был губернатором Брюгге, в 1634 году также стал великим бальи Брюгге. Также он был губернатором Франка.
В 1637—1638 годах был генералом артиллерии в Нидерландах. Лотарингские биографы предполагают, а автор статьи в «Бельгийской национальной биографии» утверждает, что Фонтен командовал 5-тыс. корпусом в битве при Калло. В июле 1640 нанес голландцам поражение под Хелстом. В кампанию того же года пересек Кампину форсированным маршем, по колено в воде, и вынудил принца Оранского снять осаду Гельдерна.
В 1640—1641 годах был военным губернатором Нидерландов, после смерти кардинала-инфанта стал членом Регентского совета Нидерландов. Поставленный новым наместником Франсишку де Мелу назначил Фонтена начальником Главного штаба. В этом качестве он участвовал в первой части кампании 1642 года на французской границе. После взятия Ланса и Ла-Басе он вернулся к руководству операциями против голландцев.
В 1642—1643 был годах генералом пехоты.
3 марта 1643 был назначен генерал-кампмейстером и стал командующим испанской и валлонской пехотой. Командовал пехотой в битве при Рокруа, хотя передвигался на носилках из-за приступа подагры. Боссюэ и герцог Омальский прославили его храбрость, но современные историки по-разному оценивают роль Фонтена в сражении. «Испанский биографический словарь» утверждает, что граф был хорошим администратором, но посредственным военачальником, и допустил ошибки  при боевом построении. Погиб он при отражении первой французской атаки, и в перестроении пехоты в каре не участвовал, а следовательно, как «душа испанской обороны», вопреки мнению лотарингских националистически настроенных биографов, рассматриваться не может.
Погребен в церкви францисканцев в Брюгге.